# Esbjern jarl
Esbjern eller Asbjørn jarl var en dansk jarl, yngre bror till kung Sven Estridsen.
Esbjern jarl deltog i det politiska intrigspelet i England omkring 1000-talets mitt, fördrevs och ledde 1069 ett danskt krigståg mot England. Rent ohistoriska är Knytlingasagans berättelser om Esbjerns roll vid Harald Heins val till dansk kung och vid mordet på Knut den helige.